# Manasterina longispina
Manasterina longispina är en sjöstjärneart som beskrevs av Hubert Lyman Clark 1938. Manasterina longispina ingår i släktet Manasterina och familjen Asterinidae. Inga underarter finns listade i Catalogue of Life.